# Diospyros marmorata
Diospyros marmorata är en tvåhjärtbladig växtart som beskrevs av Richard Neville Parker. Diospyros marmorata ingår i släktet Diospyros och familjen Ebenaceae. Inga underarter finns listade i Catalogue of Life.